# Vårfruberga distrikt
Vårfruberga distrikt är ett distrikt i Strängnäs kommun och Södermanlands län. 
Distriktet ligger nordväst om Strängnäs. 

## Tidigare administrativ tillhörighet
Distriktet inrättades 2016 och utgörs av socknarna Fogdö, Helgarö, Vansö i Strängnäs kommun.
Området motsvarar den omfattning Vårfruberga församling hade 1999/2000 och fick 1998 efter sammanläggning av socknarnas församlingar.